# 袁藤沖人
袁藤 沖人（えんどう おきと）は、日本の漫画家、同人作家、イラストレーター、グラフィッカー。

## 概要
アダルトゲームブランド『Littlewitch』のグラフィッカーとしての勤務及び同人活動を経て、2004年「蒼眼の騎士団」で『電撃帝王』（メディアワークス）より漫画家としてデビュー。
同人サークル『70年式悠久機関』を運営し、コミックマーケットに参加している。袁藤の同人サークルには参加していないが、グラフィッカーのsimo氏とは『白詰草話』製作時からの仲で、コミックマーケット参加時は度々、売り子として手伝いをしてもらっている。
2012年頃から18禁同人誌において「おはぎさん」名義を併用していたが、2013年末からは同人活動を「おはぎさん」、商業活動を「袁藤沖人」に、ペンネームの整理・統合をしている。

## 作品リスト

### 漫画作品

#### 連載
- ガンナーズ・ヘヴン（『電撃帝王』2005年Vol.7 - 9、メディアワークス） - 未単行本化
- ジャグリ（『月刊コミック電撃大王』2009年8月号 - 2011年9月号、アスキー・メディアワークス、全2巻）
  1. 2010年4月27日、ISBN 978-4-04-868568-9
  2. 2011年10月27日、ISBN 978-4-04-870980-4
- 英雄*戦姫（原作:天狐、『DENGEKI HIME』（電撃姫）、2011年12月号 - 2013年4月号、アスキー・メディアワークス、全2巻[1]）
- エルフの嫁入り（『COMIC X-EROS』Vol.9 - Vol.36、ワニマガジン社、全1巻） - 単行本はジーオーティー刊
  - 通常版 : 2017年5月25日、ISBN 978-4-8148-0030-8
  - Limited Edition : 2017年5月25日、JAN 4538806027151（限定流通品のためISBNコード無し）
- 乙姫ダイバー（『COMIC E×E』04 - 、『COMIC MeDu』、ジーオーティー、既刊2巻）
  1. 2018年10月31日発売[2]、ISBN 978-4-8148-0127-5
  2. 2022年8月31日発売[3]、ISBN 978-4-8236-0352-5

#### 読切作品
- 蒼眼の騎士団（『電撃帝王』2004年Vol.1、メディアワークス） - 後に同人誌化[要出典]
- パステルフェイス・ルチル（『電撃帝王』2004年Vol.2、メディアワークス）
- ADELHEID（『電撃帝王』2004年Vol.3、Vol.5、メディアワークス）

### イラスト
- コミックマーケット67カタログ (コミックマーケット準備会) - 表紙絵
- コスチューム! (著：将吉、産業編集センター) - 表紙絵

### ゲーム
- 白詰草話 (Littlewitch) - グラフィック
- TEL雀 (カネコ) - キャラクターデザイン(谷口志保)
- 英雄*戦姫WW / 英雄*戦姫WWX (天狐) - ゲストキャラクターデザイン(リューリク)